# 대구광역시농수산물도매시장관리사무소
대구광역시 농수산물도매시장관리사무소(大邱廣域市 農水産物都賣市場管理事務所)는 대구광역시 내의 농수산물도매시장의 원활한 운영·관리를 위하여 대구광역시청 산하에 설치된 사업소이다.
농수산물도매시장관리사무소장은 지방서기관, 또는 지방기술서기관으로 보한다.

## 연혁
- 1988년: 대구직할시 농수산물도매시장관리사무소 설치
- 1995년: 대구광역시 농수산물도매시장관리사무소로 변경

## 조직
소장
- 관리담당관
- 시설담당관
- 시장운영담당관
- 유통지도담당관
- 축산물유통지도담당관